# Jean-Pierre Delville
Jean-Pierre Delville (Liège, 29 de abril de 1951) é um bispo católico belga, historiador e teólogo, bispo de Liège desde 31 de maio de 2013.

## Biografia

### Primeiros anos e carreira
Filho de um arquiteto e de uma contadora, nasceu em Liège, irmão de quatro crianças, e passou a juventude na aldeia de Awans. Aqui, ele completou seus estudos primários e continuou sua educação no College Saint-Servais em Liège, obtendo mais tarde um diploma em história na Universidade de Liège. Ele seguiu sua formação musical no Conservatório de Liège, onde obteve um diploma em órgão.
Ele ingressou no seminário Leão XIII em Louvain em 1973, onde obteve o bacharelado em filosofia pela Universidade Católica de Louvain. Enviado a Roma, estudou teologia na Pontifícia Universidade Gregoriana e foi ordenado diácono em 1978. Completou os estudos no Pontifício Instituto Bíblico, onde se licenciou em ciências bíblicas escrevendo uma tese intitulada Leituras e interpretações da parábola dos trabalhadores da vinha (Mt 20, 1-16) no século XVI.

### Ministério presbiteral
Ordenado diácono em 1978 na Igreja de Santo Egídio em Roma, foi ordenado sacerdote em 6 de setembro de 1980 na catedral de Liège. Ele desempenha várias funções pastorais nas paróquias de Saint-Foy, Saint-Martin, Saint-Jacques e Saint-Bathélemy, em Liège, onde foi pároco de 2010 a 2013. Assistente espiritual da seção de Liège da Comunidade de Sant'Egidio, é seu capelão para a Bélgica francófona.
Desde 1999 é membro da Comissão Episcopal para a Evangelização da Conferência Episcopal Belga, depois de ter se tornado professor na Universidade Católica de Louvain e no seminário de Liège. Professor de história do cristianismo desde 2002 e professor titular desde 2010, foi porta-voz da Conferência Episcopal Belga de 1996 a 2002. Em 2008 assumiu a presidência do Archives du monde catholique, até 2013, contribuindo para a reorganização da biblioteca do seminário.
Secretário editorial desde 2002, em 2010 foi nomeado diretor da Revue d'histoire ecclésiastique, que também edita o Dictionnaire d'histoire et de géographie ecclésiastiques. Desde 2015 ele é presidente da Comissão Episcopal para a Igreja e o Mundo. Membro da Ordem Equestre do Santo Sepulcro de Jerusalém desde 2009, participa de diversas associações:
- Sociedade de Arte e História da Diocese de Liège (desde 1983);
- Instituto Arqueológico de Liège (desde 1983);
- Associação Europeia de Teologia Católica (desde 1991);
- Comitê de História Religiosa do Brabante Valão (desde 2007);
- Sociedade de Bibliófilos de Liège (desde 2011).

Em 2010, tornou-se reitor do Instituto de Pesquisa sobre Religiões, Espiritualidades, Culturas e Sociedades, que dirigiu até 2012.

### Ministério episcopal
Em 31 de maio de 2013, o Papa Francisco o nomeou Bispo de Liège e em 14 de julho, na Catedral de Liège, recebeu a ordenação episcopal de André-Joseph Léonard, Arcebispo Metropolitano de Mechelen-Bruxelas, com os principais co-consagradores Aloys Jousten, Bispo Emérito de Liège, e Johan Jozef Bonny, Bispo de Antuérpia. Estiveram presentes na celebração, entre outros, o cardeal Godfried Danneels, o núncio apostólico Giacinto Berloco e o arcebispo Vincenzo Paglia, além de dignitários das diversas confissões cristãs, representantes das religiões judaica e islâmica, e autoridades civis, como o fundador da Comunidade de Sant'Egidio Andrea Riccardi.
Durante seu ministério episcopal, fundou a Comissão Diocesana para o Diálogo Inter-religioso e em 2020 revisou a composição do Conselho Episcopal e o organograma da Cúria Diocesana. Em 2014 publicou uma carta pastoral intitulada Um kairos pastoral, enquanto de 2015 a 2017 realizou uma visita pastoral aos quatorze decanatos. Em 2016 iniciou um processo de consulta sobre a catequese paroquial e em 16 de março de 2018 promulgou o documento Para uma catequese renovada.
Ela aparece regularmente na mídia e apresenta dois programas de televisão; Ele publica suas conferências e homilias dominicais no site da Diocese de Liège.